# Polybromerade difenyletrar

Polybromerade difenyletrar (PBDE) är en bromorganisk förening som används som flamskyddsmedel. 
Exempel på produkter som kan ha behandlats med PBDE inkluderar elektronik, isoleringsmateriel, gummikablar, byggmateriel, möbler, fordon, plastprodukter och textilier.
De hälsovådliga aspekterna av dessa kemikalier har på senare tid blivit allt mer uppmärksammade.
När produkter som innehåller PBDE skrotas läcker ämnet ut. Eftersom det bryts ned långsamt finns det kvar i naturen länge. Ämnena ansamlas i fettrik vävnad i kroppen (bioackumulation) och anrikas med tiden i näringskedjan.
Idag är kunskapen om PBDE:s toxicitet begränsad men gränsvärden finns i Havs- och Vattenmyndighetens föreskrifter (HVMFS 2013:19) där summan av 6 föreningar inte får överskrida 0,0085 µg per kilo våtvikt i biologiskt material. Detta gränsvärde går i linje med EU:s gränsvärde för kemisk status. Eftersom PBDE har strukturella likheter med andra miljögifter (t.ex. PCB), anses allvarliga hälso- och miljöproblem kunna uppstå på längre sikt.
PentaBDE är den mest studerade bromerade difenyletern avseende hälsoeffekter. Råttor som under fosterutvecklingen exponerats för pentaBDE har visats få bestående påverkan på sitt spontanbeteende, minne, sin inlärningsförmåga samt försenad könsmognad och försämrad spermieproduktion. Det har även rapporterats att fullvuxna råttor som exponerats fått minskade nivåer av östrogen och sköldkörtelhormon samt fått viss leverpåverkan. PentaBDE och oktaBDE är idag förbjudet inom EU sedan 2004 för att minska riskerna för miljö och för barn som exponeras via bröstmjölk.